# Theridion tessellatum
Theridion tessellatum är en spindelart som beskrevs av Tord Tamerlan Teodor Thorell 1899. Theridion tessellatum ingår i släktet Theridion och familjen klotspindlar.
Artens utbredningsområde är Kamerun. Inga underarter finns listade i Catalogue of Life.